# Lufthansa Cup German Open 1991
Lufthansa Cup German Open 1991 — жіночий тенісний турнір, що проходив на відкритих кортах з ґрунтовим покриттям Rot-Weiss Tennis Club у Берліні (Німеччина), уперше після Возз'єднання Німеччини. Належав до турнірів 1-ї категорії в рамках Туру WTA 1991. Відбувсь удвадцятьдруге і тривав з 13 до 20 травня 1991 року. Перша сіяна Штеффі Граф здобула титул в одиночному розряді, свій п'ятий на цьому турнірі.

## Фінальна частина

### Одиночний розряд
Штеффі Граф —  Аранча Санчес Вікаріо 6–3, 4–6, 7–6(8–6)
- Для Граф це був 3-й титул в одиночному розряді за сезон і 57-й — за кар'єру.

### Парний розряд
Лариса Нейланд /  Наташа Звєрєва —  Ніколь Провіс /  Елна Рейнах 6–3, 6–3

## Розподіл призових грошей
| Дисципліна       | П        | F       | ПФ      | ЧФ      | 1/8    | 1/16   | 1/32   |
| Одиночний розряд | $100,000 | $40,000 | $20,000 | $10,000 | $5,175 | $2,750 | $1,500 |